# Grupo espinorial
En matemáticas el grupo espinorial Spin(n) es un doble cubrimiento particular del grupo ortogonal especial SO(n, R).  Es decir, existe una secuencia exacta corta de grupos de Lie:

{\displaystyle 1\to \mathbb {Z} _{2}\to \operatorname {Spin} (n)\to \operatorname {SO} (n)\to 1}

Para n > 2, Spin(n) es conexo así que coincide simplemente con el cubrimiento universal de SO(n, R).  Como grupo de Lie Spin(n) por lo tanto comparte su dimensión  n (n - 1)/2  y su álgebra de Lie con el grupo ortogonal especial.
Spin(n) se puede construir como el subgrupo de los elementos inversibles en el álgebra de Clifford C(n).